# Путров Іван Олександрович
 Іва́н Олекса́ндрович Пу́тров  (нар. 8 березня 1980 року, Київ, СРСР) — артист балету, прем'єр Королівського балету Великої Британії в 2002–2010 роках, заслужений артист України (2009).

## Життєпис
Народився 8 березня 1980 року у Києві в сім'ї артистів балету. Батьки — Наталя Березіна, солістка Київського театру опери і балету імені Т. Шевченка і Олександр Путров, артист балету Київського театру опери і балету імені Т. Шевченка, балетний фотограф.
У віці 10-ти років Іван Путров вперше вийшов на сцену театру — в ролі маленького Лукашика в балеті «Лісова пісня» М. Скорульського у постановці Національної опери України.
Навчався у Київському деравному хореографічному училищі і в Королівській школі балету в Лондоні, яку закінчив у 1998 році.
З 1998 — артист Королівського балету Великої Британії (англ. The Royal Ballet), Провідної балетної компанії країни, домашньою сценою якої є Королівський театр Ковент-Гарден.
З 2002 по 2010 рік — прем'єр Королівського балету Великої Британії.
2 липня 2010 прес-служба Королівського театру опублікувала прес-реліз, що сповіщає про рішення Івана Путрова залишити театр після 12 років служби: «Протягом цього часу він виконав весь основний класичний репертуар нарівні з роботами багатьох сучасних хореографів. Танцюючи на сцені Ковент-Гардена протягом стількох років, Іван хотів би знайти час і свободу розвивати нові ідеї для творчих проектів та здійснити їх у новому оточенні».
22 березня 2011 — за участю Івана Путрова світова прем'єра в лондонському театрі Садлерс Уеллс першого балету дуету Pet Shop Boys під назвою «Найнеймовірніше» (англ. The Most Incredible Thing), Написаного спеціально для І. Путрова. Цей балет за однойменною маловідомою казкою Г. Х. Андерсена ставить хореограф Хав'єр де Фрутос.

## Творчість

### Репертуар в Королівському балеті
- П'єро («Місячний П'єро» у хореографії Глена Тетлі, готував партію під керівництвом Г. Тетлі[1])
- Ленський («Онєгін» в хореографії Джона Кранко)
- Принц Флорімунд ("Спляча красуня")[4]
- Принц ("Лускунчик")[5]
- Солор[6] , Золотий Божок ("Баядерка "у постановці Наталії Макарової)[5]
- Базиль ("Дон Кіхот")[6]
- Джеймс ("Сильфіда ")[7]
- Принц Зігфрід («Лебедине озеро»)[8]
- Альберт («Жизель»)[9]
- Франц ("Коппелія ")[10]

Балети в хореографії Фредеріка Аштона:
- Бєляєв («Місяць у селі», готував партію під керівництвом першого виконавця Е. Доуелл[5]).
- «Марна обережність»
- Принц ("Попелюшка")
- Оберон («Сон»)

Балети в хореографії Кеннета Макміллана:
- Де Гріе («Манон»)
- Ромео ("Ромео і Джульєтта")

Балети в хореографії Джорджа Баланчина:
- «Аполлон»
- «Блудний син»
- «Агон»
- «Симфонія до мажор» (первинна назва балету — «Кришталевий палац»)
- «Чотири темпераменти»

Також у репертуарі танцівника постановки Джерома Роббінса, Вільяма Форсайта, Іржі Кіліана, Начо Дуато, Уейна Макгрегора.

### Незалежна творчість
2009 — виконав постановку Рассела Маліфанта «Knot» (2001) на вечорі дуетів в хореографії Р. Маліфанта в Лондонському Колізеї
У 2010 році в гала-концерті на честь ювілею легендарного танцівника Володимира Васильєва, що проходив у Нью-Йорку, підготував під його керівництвом і виконав хореографічну мініатюру «Нарцис», колись спеціально поставлену для В. Васильєва хореографом Касьяном Голейзовським.
22 березня 2011 — у світовій прем'єрі в лондонському театрі Садлерс Веллс першого балету дуету Pet Shop Boys під назвою «Найнеймовірніше» (англ. The Most Incredible Thing), Написаного спеціально для І. Путрова, виконав головну негативну роль солдата Карла . В основі сценарію <html> балету — однойменна маловідома казка Х. К. Андерсена, хореограф-постановник — Хав'єр де Фрутос.

### Запрошений соліст в Національній опері України
16 березня 2001 — Граф Альберт в балеті «Жизель» . Перший виступ, партнерка — Г. Дорош, на підготовку партії у І. Путрова була один тиждень co "/>.
2001, вересень — виконав головну партію Примари троянди в однойменному балеті у гала-концерті, присвяченому 100-річчю будівлі Національної опери, партнерка — Т. Білецька.
2002 , 2005, 2007 — Джеймс в балеті «Сильфіда».
2010 — перший виступ в партії Лукаша в балеті «Лісова пісня», відкривав новий театральний сезон Національної опери України.

### Педагоги і репетитори
У Київському хореографічному училищі педагоги: у молодших класах — Іветта Федорівна Головчук, у старших — Вадим Кирилович Авраменко. . У Королівській школі балету педагог з класики — Герман Замуель. Також брав уроки у Суламіфі Мессерер.
У Королівському театрі в Лондоні готував партії з відомими в минулому солістами балету: Олександр Агаджанов, Джонатан Коуп, Леслі Коллінз. Серед найголовніших помічників називає Наталю Березину. У Києві працював над виставами з репетитором балету Національної опери України Миколою Прядченко, який раніше готував І. Путрова до конкурсних виступів.

## Нагороди
- 1996 — Міжнародний конкурс молодих артистів балету «Приз Лозанни» — Золота медаль
- 1996 — Міжнародний конкурс артистів балету ім. Сергія Лифаря в Києві — Перше місце
- 2002 — Британська Національна премія в галузі танцю, що присуджується Співтовариством критиків (Critics 'Circle National Dance Awards) — у номінації Видатний молодий танцівник (Класичний танець) — за спектаклі як соліста Королівського балету[16]
- 2009 — Заслужений артист України[17].